# Dinastia Shah

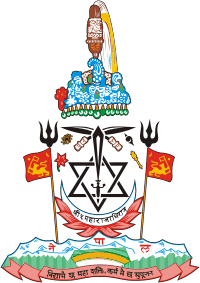
Stemma della Dinastia Shah

La Dinastia Shah è stata la dinastia regnante del Regno Gorkha e del Regno del Nepal dal 1743 al 2008.

## Origini
Diventò signore di Chittorgarh e ricevette il titolo di Bhattarak. La dinastia lunare rimase al potere per tredici generazioni. Dopo, gli Yavana presero il potere. Il Bhattarak dovette abdicare e poté mantenere solo il suo nome castale di famiglia, Rana-ji. I raja portarono il titolo Rana-ji per quattro generazioni e Rana-ji Rava per diciassette generazioni.
Akbar, l'imperatore moghul, (1542-1605) desiderava sposare la figlia di Fatte Sinha Rana-ji Rava. Akbar venne però rifiutato perché di una casta non soddisfacente. Questo portò ad una gerra. Molti rajput, compreso Fatte Sinha Rana-ji Rava, vennero uccisi. I sopravvissuti furono guidati da Udaybam Rana-ji Rava. Essi fonderanno l'insediamento di Udaypur.
Manmath Rana-ji Rava si recò ad Ujjain. Suo figlio andò a Ridi, nelle colline settentrionali e nel 1417 a Sargha e poi a Khium, nel Bhirkot. Lì coltivò la terra. Il nuovo signore di Khium ebbe due figli, Kancha e Micha. Venne eseguito il loro bartabandha. Furono poi stesi progetti perché i ragazzi andassero in sposi alle figlie dei rajput Raghbanshi. Kancha, il più anziano figlio si recò a Dhor, conquistò Mangart e regnò su Garhon, Sathum e Birkot. Micha, il figlio più giovane andò a Nuwakot, nell'estremo occidente dove regnò.
Da Micha ebbe inizio una dinastia di sette raja a Nuwakot. Kumandan, il figlio maggiore di Jagdeva, diventò signore di Kaski, diventò Sah e successe al padre. Kalu, il secondo figlio, venne inviato a Dura Danda nel Lamjung alla richiesta del popolo di diventare loro re. Kalu venne ucciso dalla tribù Sekhant. Nel Sedicesimo Secolo un altro figlio, Yasobramha, diventò il signore di Lamjung. I discendenti di Yasobramha conquistarono i Ghale della vicina Ligligkot, ora nel Distretto di Gorkha.

## Dravya Shah
Dravya Shah fu il primo re Shah di Gorkha. In precedenza, il popolo locale, i Ghale, avevano scelto i loro re dai vincitori di una gara di corsa annuale. Dravya Shah non era fisicamente robusto, ma preparò un trucco per vincere. Era sostenuto dai clan brahminici Bhattarai, Aryal, Adhikari, Pant and Acharya. Nel 1570, quando Dravya Shah morì, la gara di corsa era ormai solo un ricordo. Dravya Shah utilizzò l'esercito dei Magar (un'antica tribù del Nepal) per invadere gli stati vicini ed i suoi successori continuarono questa invasione per accrescere il territorio che apparteneva ai Gorkha.

## Monarchia assoluta (1768-1846)

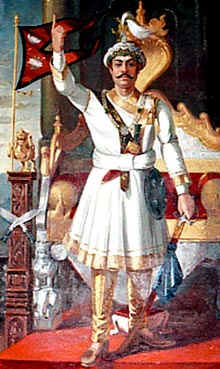
Prithvi Narayan Shah

Nel 1743, Prithvi Narayan Shah diventò signore di Gorkha. Dichiarò guerre alle altre signorie, sconfiggendole una alla volta. Nel 1768 instaurò il Regno unificato del Nepal. Lui, i suoi figli ed i suoi successori continuarono a combattere e sconfiggere altri regni e ad estendere il Regno del Nepal. Nel 1814 iniziò la Guerra anglo-nepalese tra il Nepal e la Compagnia delle Indie orientali. Il re Shah fu sconfitto e nel 1816 il Nepal perse un terzo del suo territorio. I re Shah continuarono a regnare come monarchi assoluti fino al 1846 quando l'ordine politico cambiò da monarchia assoluta a monarchia costituzionale.

## Primi ministri ereditari (1846-1951)

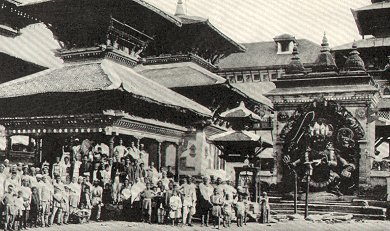
Kathmandu nel 1920

Nel 1846 la Dinastia Rana ottenne il potere in Nepal. I Rana diventarono primi ministri e ridussero il Re del Nepal ad una posizione di rappresentanza. I Rana governarono sul Nepal come primi ministri ereditari. Nel 1950 il re Shah Tribhuvan fu costretto all'esilio in India. Lui e la sua famiglia, compreso il principe della corona Mahendra, si salvarono. Quando l'India divenne uno stato laico nel 1950 ed i raja si ritirarono dal potere, il Nepal rimase l'unico regno hindu. Nel 1951, con l'aiuto dell'India, divenne primo ministro Matrika Prasad Koirala. Re Tribhuvan tornò a Kathmandu. La dinastia Shah riprese il controllo ed il primo ministro Mohan Shamsher Jang Bahadur Rana si dimise. Il monarca regnò fino al 1955 ed il Re Mahendra fino al 1972. Il figlio di Mahendra divenne re.

## Monarchia costituzionale (1990-2008)
Nel 1990, durante il regno di Birendra, il Nepal diventò una monarchia costituzionale. Re Birendra credeva nella cooperazione tra il potere della monarchia e la democrazia.

### Assassinio della famiglia reale
Il 1º giugno 2001 diversi membri della dinastia Shah vennero uccisi nel palazzo reale. Una Alta Commissione concluse che la famiglia reale era stata uccisa dal principe Dipendra. Tra gli altri, morirono il Re e il fratello, il Principe Nirajan. Dopo l'attacco, Dipendra venne proclamato re per un breve periodo prima di morire. Gyanendra, zio di Dipendra, salì al trono. Nel 2005 mise al bando il parlamento.

## Abolizione della monarchia Shah
Il 24 dicembre 2007 si riunì l'Assemblea Costituente Nepalese. Venne deciso a maggioranza che la monarchia sarebbe stata abolita nel 2008, dopo l'elezione dell'Assemblea Costituente. Il 28 maggio 2008 l'Assemblea dichiarò il Nepal una Repubblica Federale Democratica e la monarchia venne abolita.
Gyanendra lasciò il suo palazzo a Kathmandu che diventò poi un museo. Prima di trovare una residenza permanente, alla coppia reale venne offerto, come comuni cittadini, di risiedere nel Palazzo Nagarjuna, una ex-residenza reale estiva a otto chilometri a nord-ovest di Kathmandu.